# Syrphus attenuatus
Syrphus attenuatus (лат.) — вид мух-журчалок из подсемейства Syrphinae.

## Внешнее строение
Длина тела имаго 8,1—12,8 мм.
У самцов глаза почти голые, над усиками они соприкасаются. Верхняя половина лба темная или серовато-желтая, нижняя половина лба от темного до ярко-желтого, в некоторых экземплярах слегка затемнена посередине. Лицо жёлтое. Мембрана крыла целиком покрыта микротрихиями. Бёдра передних и средних ног в основании на 1/10—2/5 чёрные, остальная часть жёлтая с черными волосками сзади. Бёдра задних ног полностью желтые или от основания до половины чёрные, с несколькими или многими черными волосками спереди в вершинной половине. Тергиты третьего и четвёртого сегмента брюшка с широкими жёлтыми перевязями, которые по заднему краю имеют вырезку, а иногда разделены по средней линии. Края тергитов жёлтые.
У самок глаза разделены лбом. Нижняя треть лба ярко-желтая. Бёдра полностью желтые. Бёдра средних и задних ног, иногда, с черными волосками сзади. Задние бёдра с черными волосками спереди в вершинной части. Окраска брюшка как у самца.

## Биология
Встречаются в лесах и кустарниковой тундре. Имаго летают с июня до начала августа, питаются на зонтичных, маке сибирском, ивах, одуванчике и осоке. Личинки не описаны и особенности их биологии не известны.

## Распространение
Вид встречается в Европе, Западной и Восточной Сибири, Якутии, Магаданской области, в Канаде и США на Аляске и на юг до штатов Колорадо, Висконсин и Пенсильвания.